# Fundulopanchax arnoldi
Fundulopanchax arnoldi es una especie de pez de la familia de los notobránquidos en el orden de los ciprinodontiformes.

## Morfología
Los machos pueden alcanzar los 5,5 cm de longitud total.

## Distribución geográfica
Se encuentran en África:sur de Nigeria.